# 張潔雯
張 潔雯 (チャン・ジーウェン、ちょう けつぶん、Zhang Jiewen、1981年1月4日 - ）は中華人民共和国の女子バドミントン選手。広東省広州市出身。
ダブルス専門の選手。1998年の世界ジュニアバドミントン選手権大会では謝杏芳とのペアで女子ダブルス優勝。その後、21世紀初頭の女子ダブルス世界一の座を同じ中国の高崚/黄穂ペアと競った。2001年世界選手権では魏軼力とのペアで決勝に進出したが、高崚/黄穂に敗れて銀メダル。しかしその後、楊維とのペアで出場した2004年のアテネオリンピックと2005年世界選手権、2007年世界選手権では金メダルを獲得。2008年の北京オリンピックにも第1シードで出場し、連覇を狙ったが、準々決勝で日本の末綱聡子/前田美順ペアに敗れた。